# Блотноволя
Блотноволя (пол. Błotnowola) — село в Польщі, у гміні Новий Корчин Буського повіту Свентокшиського воєводства.
Населення — 307 осіб (2011).
У 1975-1998 роках село належало до Келецького воєводства.

## Демографія
Демографічна структура на день 31 березня 2011 року:
|          | Загалом | Допрацездатний вік | Працездатний вік | Постпрацездатний вік |
| -------- | ------- | ------------------ | ---------------- | -------------------- |
| Чоловіки | 155     | 27                 | 106              | 22                   |
| Жінки    | 152     | 23                 | 74               | 55                   |
| Разом    | 307     | 50                 | 180              | 77                   |